# HD 20367 b
HD 20367 b是白羊座中一颗距离我们大约88光年的太阳系外行星。它的质量与木星相近。它绕恒星运转的平均轨道半径比地球到太阳的距离大四分之一。它的周期为470天（1.3年）的轨道是椭圆形的。